# Discordance Axis
Discordance Axis — существовавшая в 1992—2001 году американская грайндкор-группа из Нью-Джерси, США. Была одной из наиболее влиятельных американских грайндкор-групп. После записи первого сплита группа стала культовой, так как исполняла чрезвычайно техничный и творческий грайндкор, с отличной работой гитар и барабанов.
В 2019 году участники группы воссоединились спустя 18 лет в новом проекте.

## Стиль
На раннем этапе творчества группа играла подобно ранним Napalm Death. Впоследствии же группа создала свой оригинальный стиль, который состоял в чрезвычайно диссонансных гитарных партиях, скоростной и одновременно техничной барабанной игрой и применении экстремального вокала. Группа никогда не имела басиста, а в отличие от большинства музыкальных коллективов альбомы выпускались на DVD, а не на CD, это позволяло группе в каждой песне разместить вступления и отступления (буклеты).
Тематика группы уникальна для грайндкора, если для этого музыкального жанра характерны либо темы социальной несправедливости, либо описания патологий и внутренностей, лирика группы в основном посвящена конкретным персонажам с поэтической или абстрактной точки зрения.

## Участники
- Джон Чанг — вокал
- Роб Мартон — гитара
- Дэйв Витте — барабаны

## Бывшие участники
- Стив Прокопио — гитара (только на живых выступлениях)
- Роб Проктор — барабаны

## Дискография

### Студийные альбомы
- Ulterior (1995), Devour Records/Pulp Records
- Jouhou (1997), Hydra Head Records
- The Inalienable Dreamless (2000), Hydra Head Records[10][11][12][13]

### Мини-альбомы
- сплит с Cosmic Hurse (1992), Pulp Records
- сплит с Hellchild (1993), HG Fact
- сплит с Capitalist Casualties (1994), Pulp Records
- сплит с Def Master (1994), HG Fact
- сплит с Melt-Banana (1995), HG Fact
- сплит с Plutocracy (1995), Slap a Ham Records
- сплит с Corrupted and 324 (2001), HG Fact

### Компиляции
- Original Sound Version 1992–1995 (1998), Devour Records
- The Inalienable Dreamless Perfect Version Box Set (2000), self-released
- Our Last Day (2005), Hydra Head Records

### Видео
- 7.62mm (1997), было самореализовано
- Pikadourei (2002), Hydra Head Records